# Elfriede Lohse-Wächtler

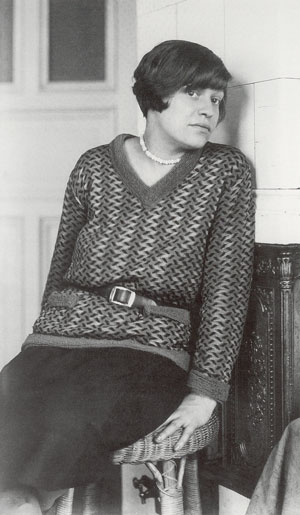
Porträtaufnahme vor dem Kachelofen (um 1928)

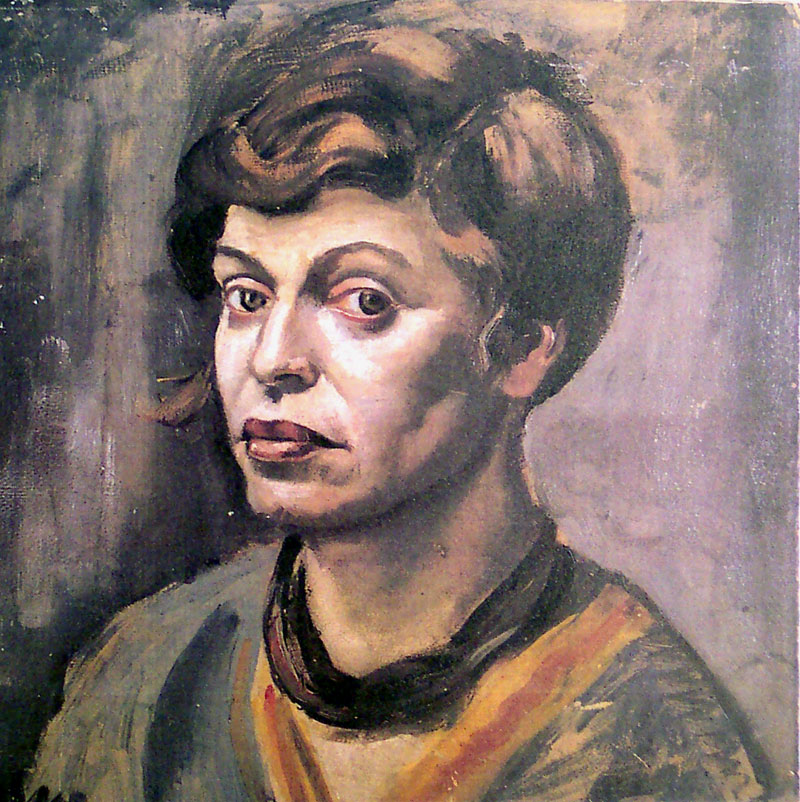
Elfriede Lohse-Wächtler: Selbstportrait (um 1930); Öl auf Karton 43,0 × 45,0 cm

Elfriede Lohse-Wächtler (* 4. Dezember 1899 in Löbtau als Anna Frieda Wächtler; † 31. Juli 1940 in Pirna) war eine deutsche Malerin der Avantgarde und bedeutende Vertreterin des deutschen Expressionismus. Sie porträtierte ungeschönt die sozialen Ränder ihrer Zeit – Hafenarbeiter, Prostituierte, psychisch Erkrankte – und verband dabei rohe Unmittelbarkeit mit psychologischer Tiefe. Ihr Werk, lange übersehen, offenbart eine künstlerische Ausdruckskraft, die dem Œuvre bekannterer Vertreter ihrer Zeit in nichts nachsteht. Sie wurde im Rahmen der nationalsozialistischen Euthanasie-Aktion T4 in der Tötungsanstalt Pirna-Sonnenstein ermordet. In der dortigen Gedenkstätte wird seit 2000 in einer ständigen Ausstellung zur Dokumentation der Verbrechen an ihr Leben und Werk erinnert.

## Leben
Elfriede Lohse-Wächtler wuchs in einem gutbürgerlichen Elternhaus als Tochter des in Dresden gebürtigen kaufmännischen Angestellten Gustav Adolf Wächtler und seiner aus Böhmen stammenden Frau Maria Zdenka (Sidonie) Ostadal auf. Die Eltern hatten sich im Mai 1898 verlobt und heirateten nach konfessionellen Hindernissen erst am 17. Juli 1899, als die katholische Maria Zdenka bereits mit ihrer Tochter schwanger war.
Anna Frieda Wächtler, die sich später den Namen Elfriede gab, wurde evangelisch getauft und hatte einen zwölf Jahre jüngeren Bruder, Hubert Wächtler (1911–1988). Sie verließ ihr Elternhaus mit 16 Jahren und besuchte von 1915 bis 1918 die Königliche Kunstgewerbeschule Dresden, zunächst in der Fachklasse Mode, dann ab 1916 in der Fachklasse Angewandte Graphik. Von 1916 bis 1919 belegte Wächtler zudem Mal- und Zeichenkurse an der Dresdner Kunstakademie und fand Anschluss an die Dresdner Sezession Gruppe 1919 und den Freundeskreis um Otto Dix, Otto Griebel und Conrad Felixmüller, in dessen Atelier nahe dem Dresdner Stadtzentrum sie sich einmietete und bald mit Batiken, Postkarten- und Illustrationsarbeiten ihren Lebensunterhalt bestritt.

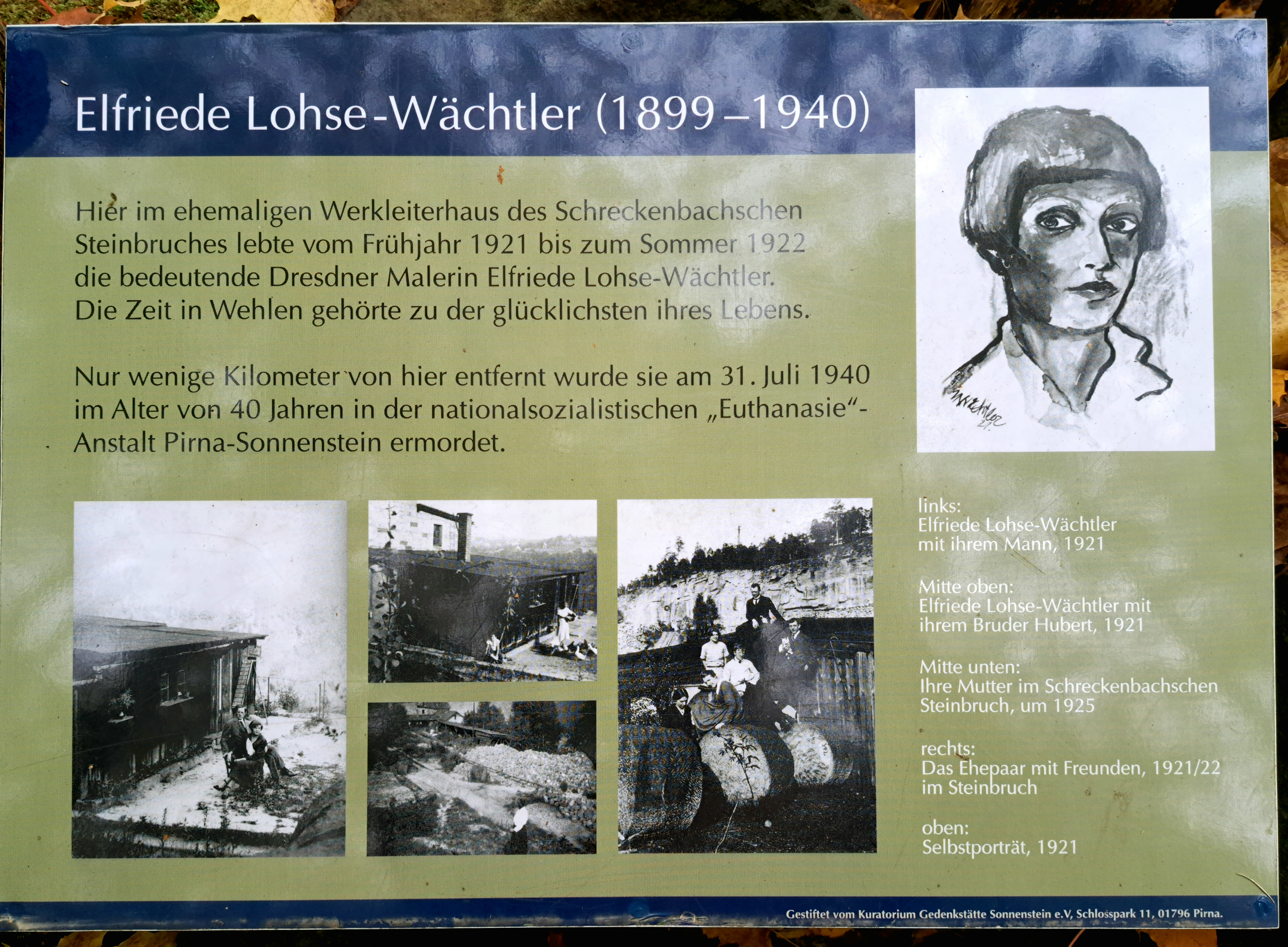
Gedenktafel am Steinbruchpfad Wehlen-Zeichen

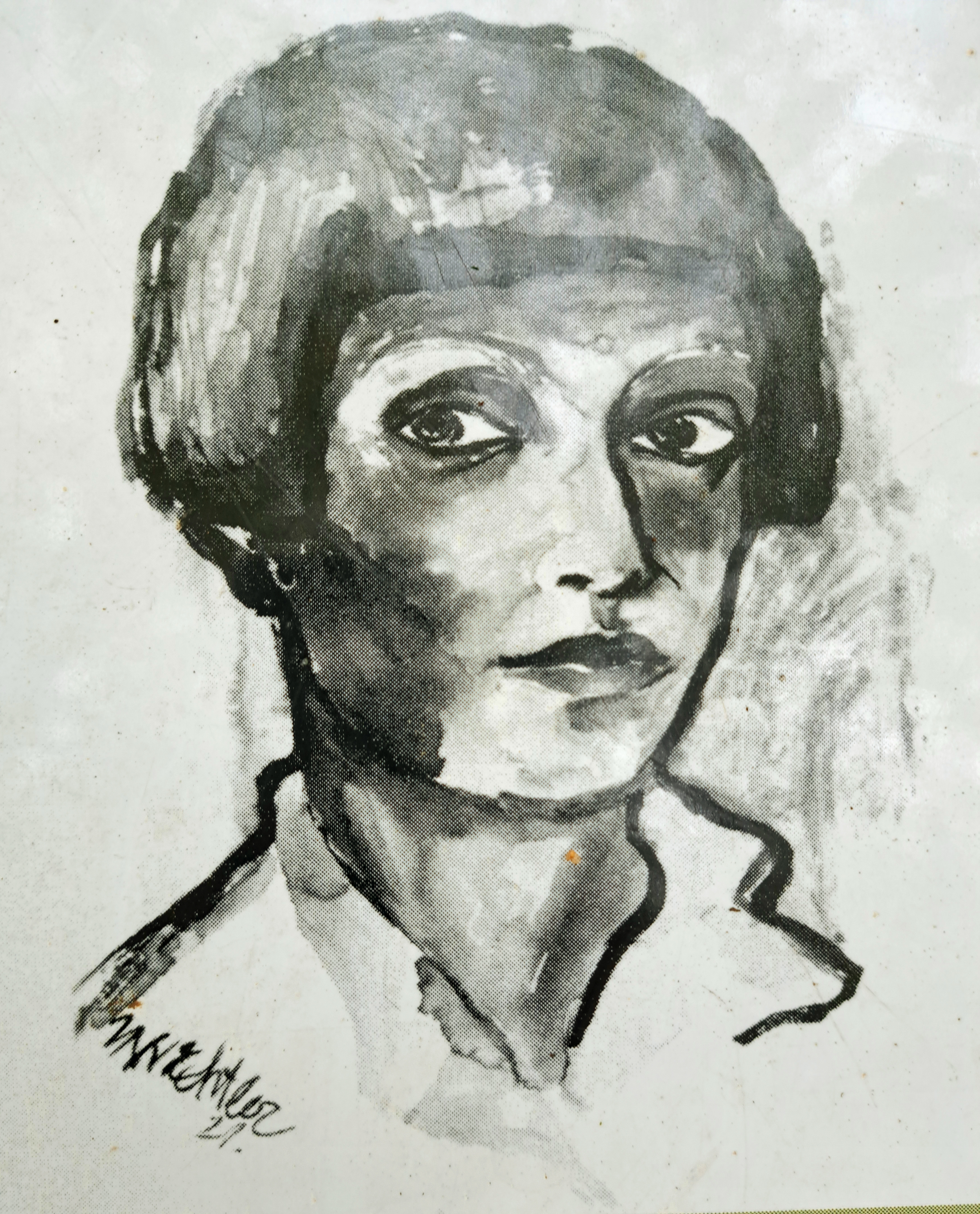
Selbstporträt um 1921

Im April 1921 zog Elfriede Wächtler mit dem Maler und Opernsänger Kurt Lohse in das Werkleiterhaus des schreckenbach’schen Steinbruchs in Wehlen -Zeichen und verbrachte dort ihre glücklichste Zeit. Besucher waren unter anderen die Künstler Robert Sterl, Pol Cassel, Otto Dix, Otto Griebel.
Im Juni 1921 heiratete sie Lohse und folgte ihm im September 1922 erst nach Görlitz, 1925 dann nach Hamburg. Ihre Ehe gestaltete sich jedoch als schwierig und das Paar sollte sich in den folgenden Jahren mehrmals trennen. 1926 trat Elfriede Lohse-Wächtler dem Bund Hamburgischer Künstlerinnen und Kunstfreundinnen bei und beteiligte sich 1928 an einigen Ausstellungen der Neuen Sachlichkeit. Zudem trat sie in jenem Jahr der Hamburgischen Künstlerschaft bei.

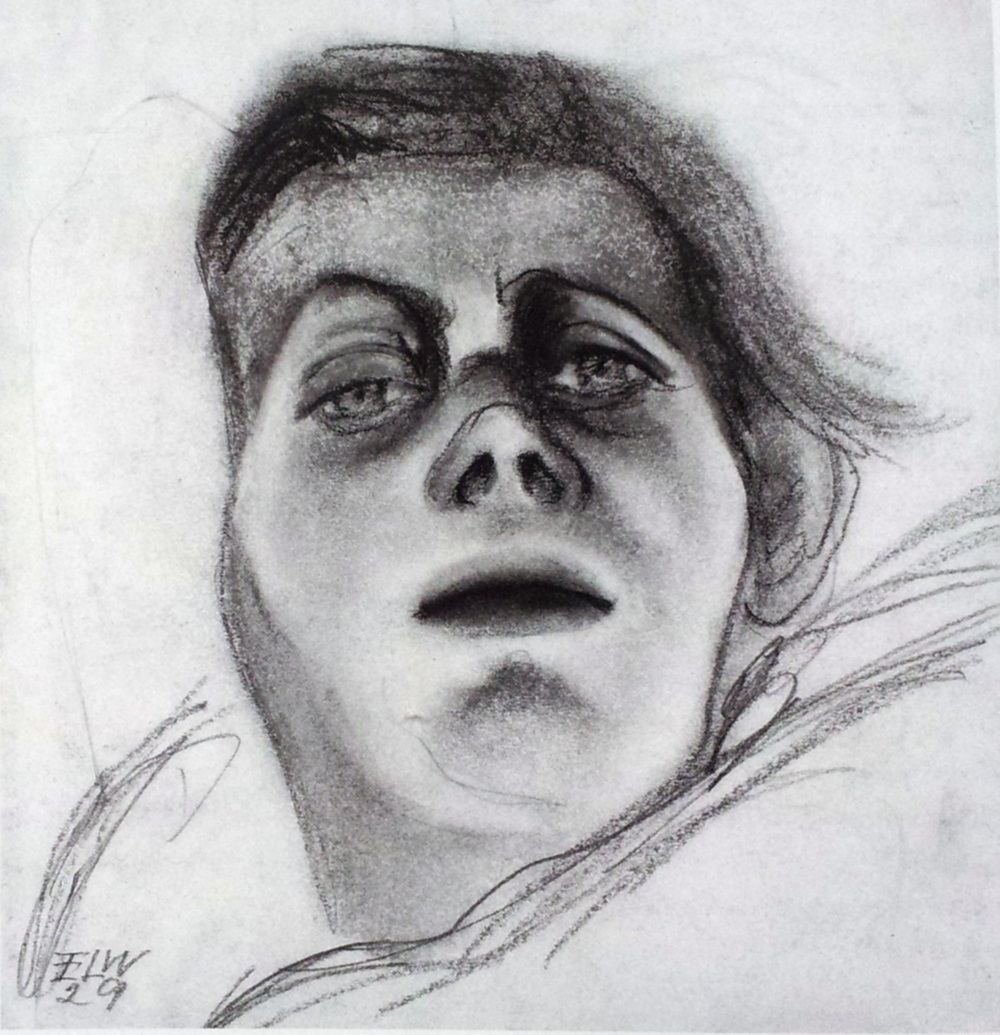
Elfriede Lohse-Wächtler: Schmerzhaft Ruhende (1929)

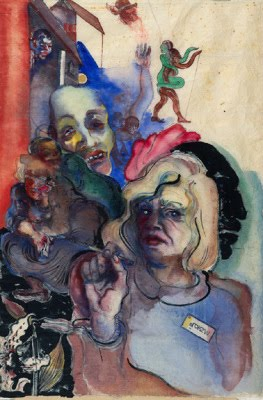
Elfriede Lohse-Wächtler: Selbstporträt in fantastischer Gesellschaft (um 1930)

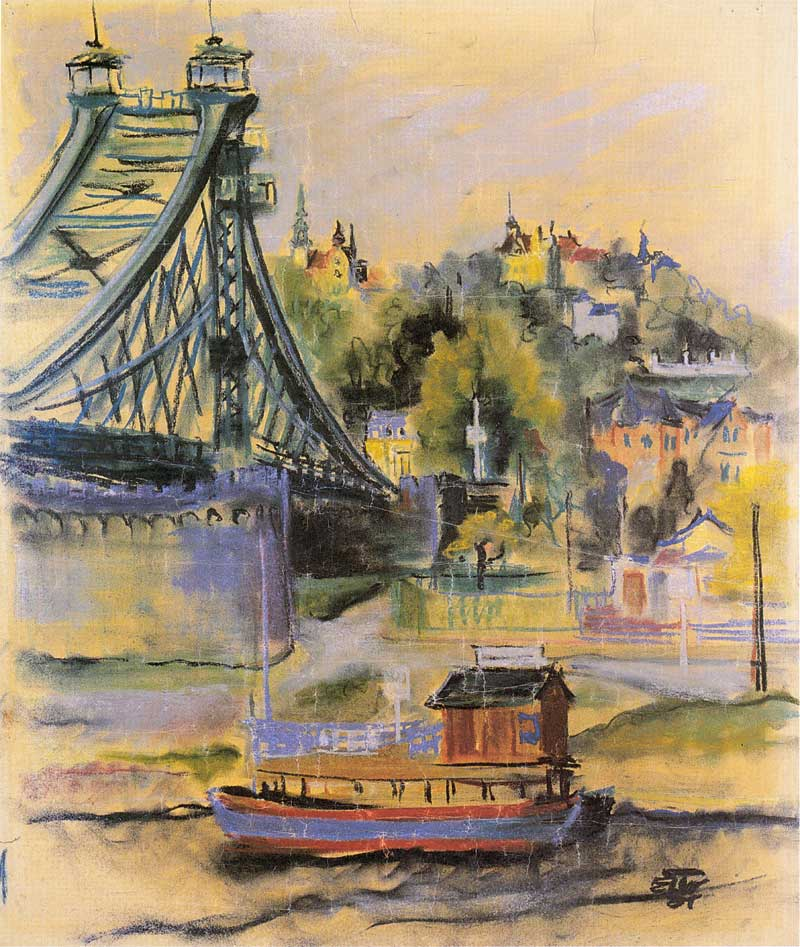
Elfriede Lohse-Wächtler: Loschwitzer Brücke (1931)

1929 erlitt sie infolge materieller und ehelicher Sorgen einen Nervenzusammenbruch und wurde in die Staatskrankenanstalt Friedrichsberg eingewiesen. Während ihres zweimonatigen Aufenthalts entstanden die Friedrichsberger Köpfe, eine Werkgruppe von etwa 60 Zeichnungen und Pastellen, hauptsächlich Porträts von Mitpatienten. An ihren Aufenthalt dort erinnert der Rosengarten.
Nach ihrer Genesung trennte sie sich endgültig von Lohse und erlebte ihre kreativste Phase, sie schuf zahlreiche Bilder des Hamburger Hafens, des Arbeiter- und Prostituiertenmilieus, ebenso ihre als schonungslos bezeichneten Selbstbildnisse. Trotz einiger Ausstellungsbeteiligungen, Verkäufe und kleinerer Stipendien lebte sie in Armut.
Mitte des Jahres 1931 kehrte sie wegen dieser materiellen Probleme und zunehmender Vereinsamung in ihr Dresdener Elternhaus zurück. Nach einer Verschlechterung ihres seelischen Zustandes ließ ihr Vater sie 1932 in die Landes-Heil- und Pflegeanstalt Arnsdorf einweisen. Es wurde Schizophrenie diagnostiziert. Von 1932 bis 1935 war sie weiterhin kreativ tätig, zeichnete Porträts und arbeitete kunstgewerblich. Nach der Scheidung von Lohse im Mai 1935 folgte die Entmündigung wegen „unheilbarer Geisteskrankheit“.
Nachdem sie ihre Einwilligung zur Sterilisation verweigert hatte, wurde ihr der bisherige freie Ausgang aus der Pflegeanstalt verwehrt. Im Dezember 1935 unterzog man sie im Rahmen der nationalsozialistischen Eugenik in der Frauenklinik des Stadtkrankenhauses Dresden-Friedrichstadt der Zwangssterilisation. Mit diesem Eingriff wurde ihre Schaffenskraft endgültig gebrochen.
1940 wurde sie zwangsweise in die als Tötungsanstalt missbrauchte Landes-Heil- und Pflegeanstalt Pirna-Sonnenstein deportiert und dort im Rahmen der nationalsozialistischen Massenmord-Aktion-T4 an Behinderten ermordet. Dabei wurde ihr Totenschein, der auf die falsche Todesursache „Lungenentzündung mit Herzmuskelschwäche“ lautete, in einem speziellen, zur Tarnung errichteten Standesamt ohne ärztliche Untersuchung fingiert.

## Werke

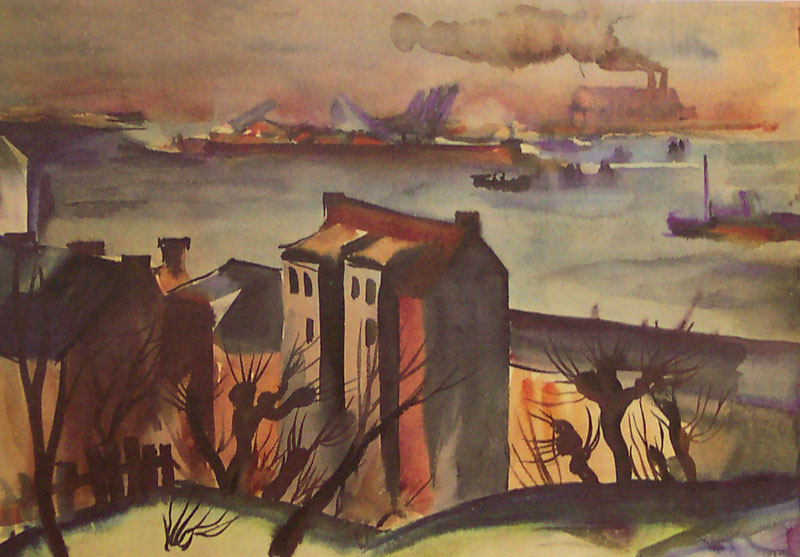
Elfriede Lohse-Wächtler: Blick über den Hafen (um 1929); Aquarell 51,0 × 72,8 cm

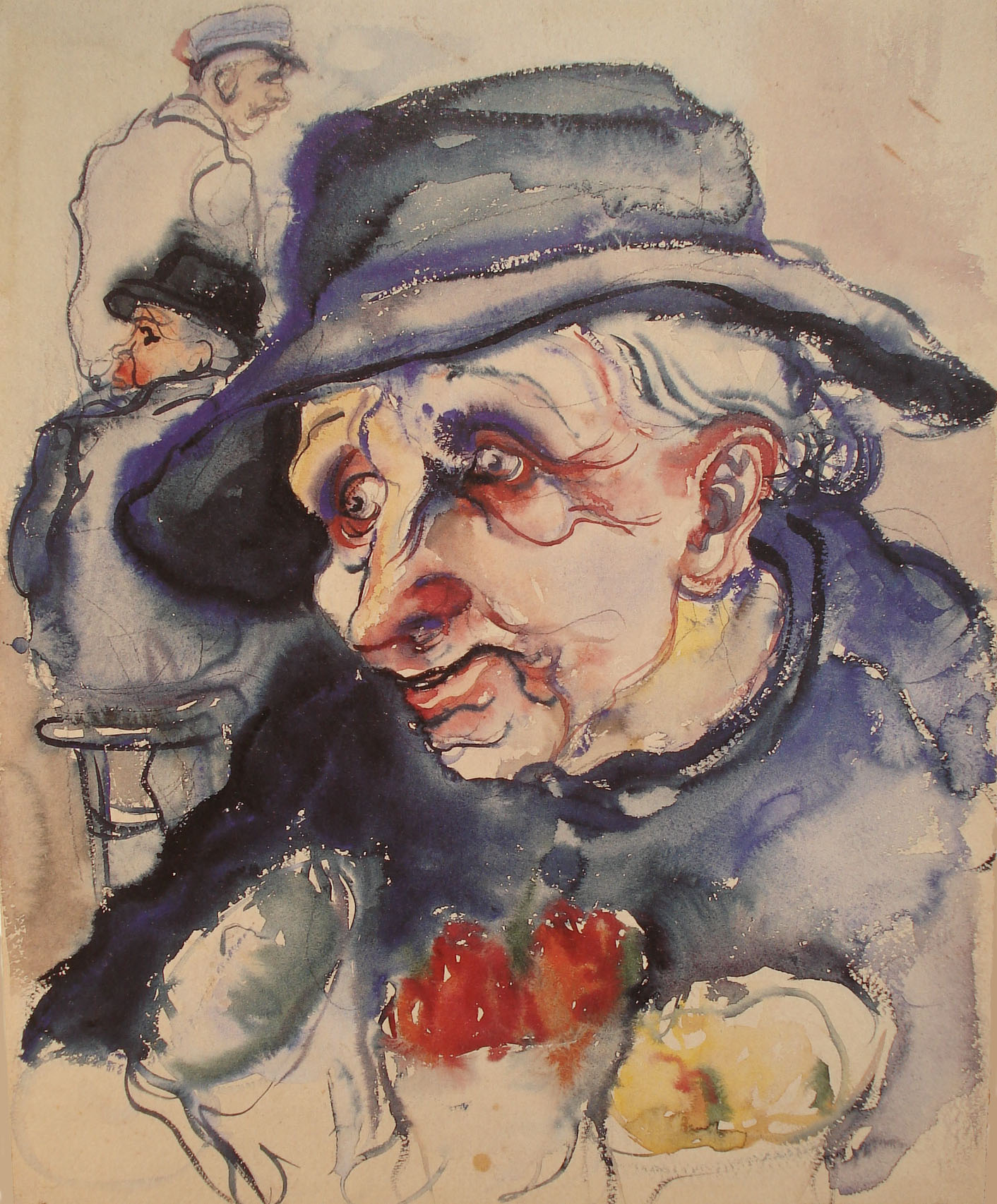
Elfriede Lohse-Wächtler: Die Blumenalte (1930); Aquarell und Bleistift 57,5 × 46,0 cm

Elfriede Lohse-Wächtlers kreativste Schaffenszeit fällt in die Zeit des Hamburger Aufenthalts. Von 1927 bis 1931 entstanden einige ihrer Hauptwerke. Große Beachtung fanden und finden auch die Vielzahl von Kopf- und Körperstudien psychisch Kranker, die sie während ihrer Aufenthalte in der Staatskrankenanstalt Hamburg-Friedrichsberg 1929 und in der Landes-Heil- und Pflegeanstalt Arnsdorf zwischen 1932 und 1935 schuf.
1937 wurden in der Nazi-Aktion „Entartete Kunst“ aus dem Stadtmuseum Altona und dem Museum für Kunst und Gewerbe Hamburg neun Werke Elfriede Lohse-Wächtlers beschlagnahmt. Sechs wurden vernichtet. Ebenso wurde ein großer Teil ihrer Arnsdorfer Bilder zerstört.

## 1937 als „entartet“ beschlagnahmte Werke
- Zwei Frauenakte (Aquarell; Stadtmuseum Altona)
- Liegendes Mädchen (Aquarell; Stadtmuseum Altona)
- Straßenmusik (Aquarell; Stadtmuseum Altona; vernichtet)
- In der Kneipe (Aquarell; Stadtmuseum Altona; vernichtet)
- Aus St. Pauli (Aquarell; Stadtmuseum Altona; vernichtet)
- Café (Aquarell; Stadtmuseum Altona; vernichtet)
- Kaffeehausszene (Aquarell, 1930; Museum für Kunst und Gewerbe Hamburg; vernichtet)[6]
- Kinderporträt (Aquarell, 1927; Museum für Kunst und Gewerbe Hamburg; vernichtet)
- Cabarett (Zeichnung; Stadtmuseum Altona; vernichtet)

## Nachwirkung
Im Jahr 1989 erfolgt die öffentliche Anerkennung ihrer Werke im Rahmen einer Präsentation in Reinbek bei Hamburg. Im Jahr 1994 wurde der Förderkreis Elfriede Lohse-Wächtler e. V. gegründet. Mit der Herausgabe der Monographie Im Malstrom des Lebens versunken … – Elfriede Lohse-Wächtler. 1899–1940. Leben und Werk von Georg Reinhardt 1996 und Ausstellungen unter anderem in Dresden, Hamburg-Altona und Aschaffenburg begann eine breitere Rezeption des künstlerischen Werks und Schicksals der lange vergessenen Malerin.
1997 produzierte Heide Blum im IMS Medionbüro Sachsen mit der Filmdramaturgin Valerie Ry Andersen, nach deren zweijähriger Recherche, den Dokumentarfilm: … es wird schon alles wieder gut … Porträt der Malerin Elfriede Lohse-Wächtler (1899–1940), Förderfilm – Sächsisches Staatsministerium für Wissenschaft und Kunst. Valerie Ry Andersen konzipierte davon einen Kurzbeitrag im Kulturmagazin artour des MDR, organisierte Film-Vortragsreihen über die Künstlerin sowie zum Thema T4-Aktion und schrieb das Schauspiel Laus – oder das Ermessen der Gegenseitigkeit (1998–2000). Der Film und die Aktionen um den Film machten erst Autoren, Redakteure und Kunsthistoriker auf die Künstlerin aufmerksam und bewirkte auch deren Ehrung.
Im Jahr 1999 wurde zum Gedenken an Elfriede Lohse-Wächtler im Sächsischen Krankenhaus in Arnsdorf eine Stele errichtet und ein Stationshaus nach ihr benannt. In Pirna-Sonnenstein wurde der Malerin 2005 eine Straße gewidmet, seit 2008 trägt auch in Arnsdorf eine Straße ihren Namen.

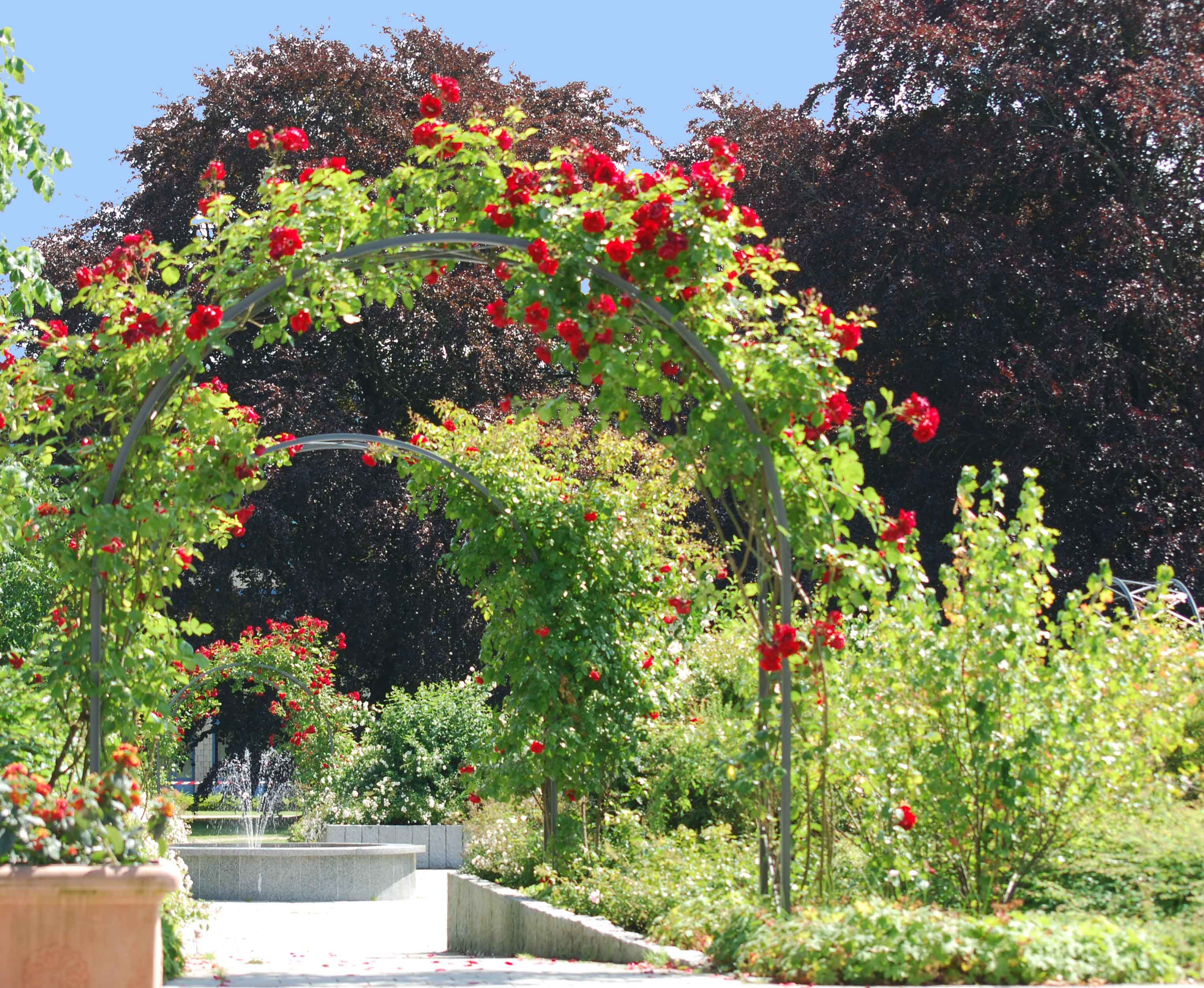
Elfriede Lohse-Wächtler gewidmeter Rosengarten in Hamburg

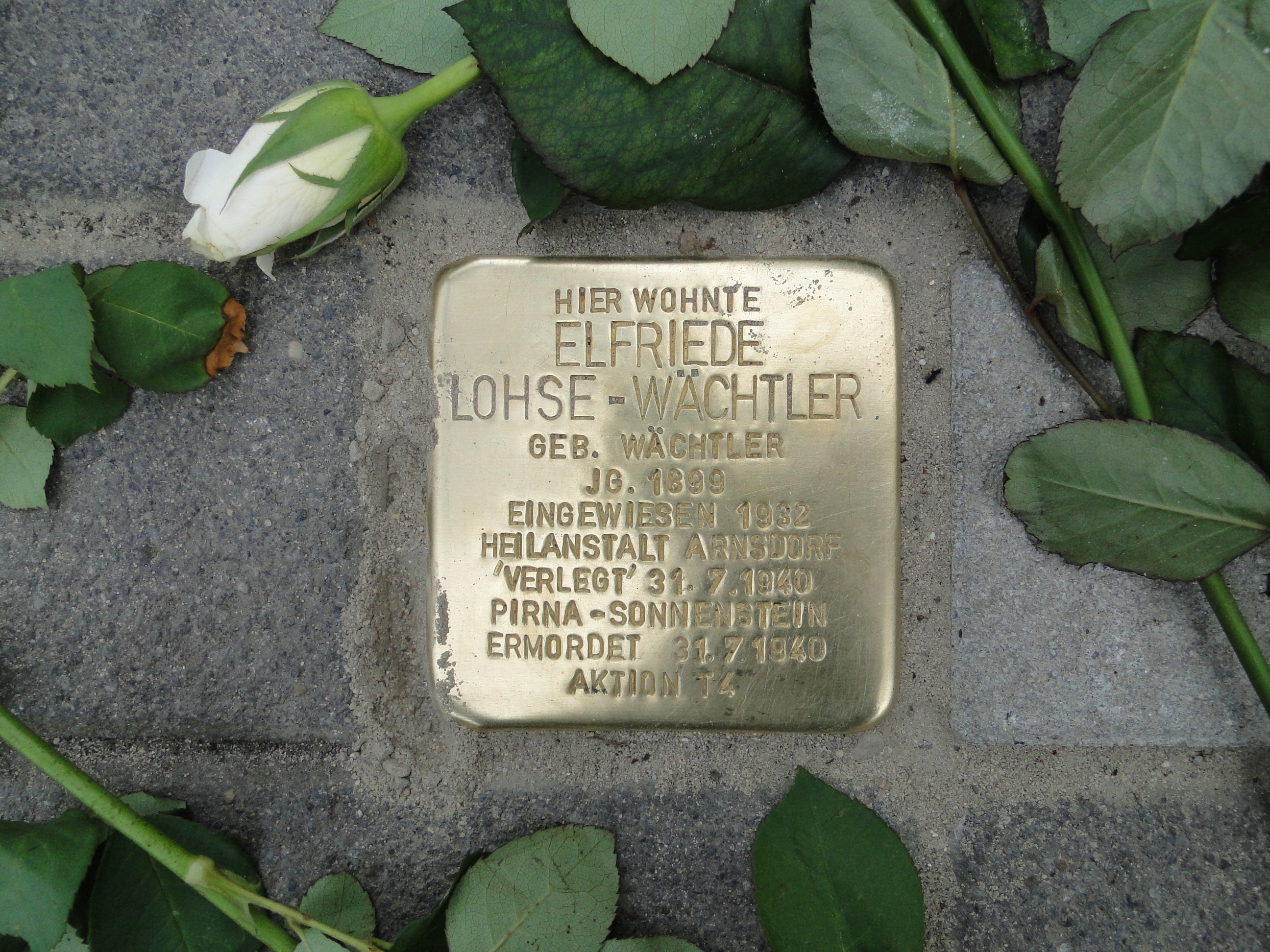
Stolperstein für Elfriede Lohse-Wächtler

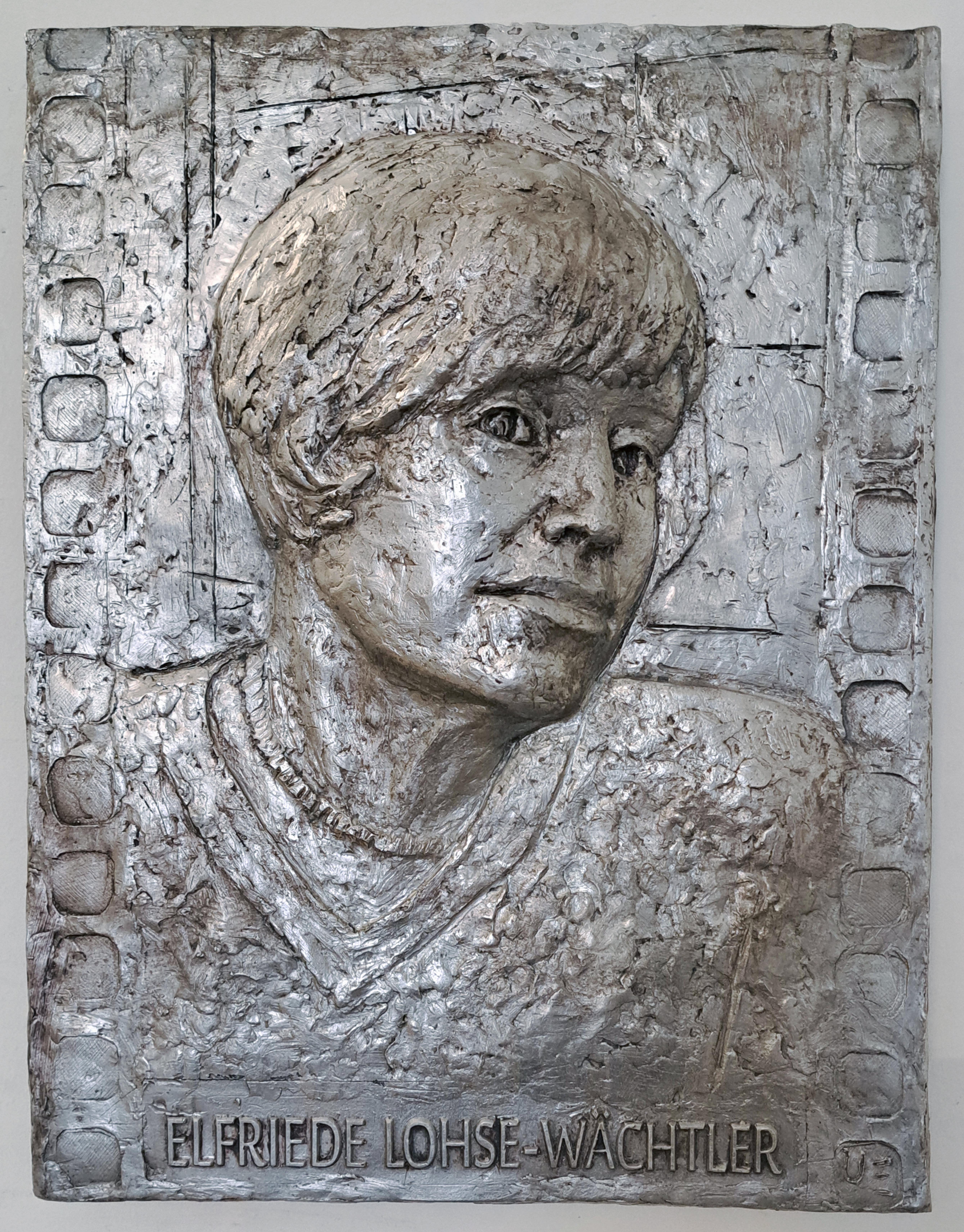
Relief vom Dresdner Bildhauer Ulrich Eißner

Auf dem Gelände des ehemaligen Krankenhauses Friedrichsberg (heute Schön Klinik Hamburg Eilbek in Hamburg-Barmbek-Süd) legte man 2004 einen Rosengarten mit Gedenktafel für sie an. In dem hier entstandenen Neubaugebiet Parkquartier Friedrichsberg wurde eine weitere Straße nach ihr benannt. Im Garten der Frauen auf dem Ohlsdorfer Friedhof in Hamburg wird ihrer mit einem Stein in der Erinnerungsspirale erinnert. In Hamburg und Dresden sind ebenfalls Straßen nach ihr benannt.
Seit 2012 erinnert in Dresden vor dem Wohnhaus Voglerstraße 15 ein Stolperstein an Lohse-Wächtler.
Der Landesfrauenrat Sachsen ehrte die 1899 in Dresden geborene Malerin anlässlich ihres 120. Geburtstages mit einem Gedenkort im Foyer des HfBK-Gebäudes Güntzstraße 34 in Dresden. Dort hatte sie an der ehemaligen Königlichen Kunstgewerbeschule studiert. Der Dresdner Bildhauer und Hochschul-Professor Ulrich Eißner schuf dafür nach historischen Fotografien ein Porträtrelief der bedeutenden Künstlerin. Die Ausformung als Aluminiumguss erfolgte in der Metallgusswerkstatt der Hochschule für Bildende Künste durch den Werkstattleiter Toralf Mieth.

## Postume Ausstellungen (Auswahl)

### Einzelausstellungen
- 1991: Schloss Reinbek bei Hamburg
- 1997: Galerie Finckenstein, Dresden
- 1999: Stadtmuseum Dresden, Altonaer Museum in Hamburg und Städtische Galerie der Stadt Aschaffenburg
- 2002: Galerie Kunsthandel & Edition Fischer, Berlin
- 2003: Stadtmuseum Pirna
- 2004: Sammlung Prinzhorn, Heidelberg
- 2005: Vertretung des Freistaates Sachsen beim Bund, Berlin
- 2008/2009: Zeppelin Museum, Friedrichshafen/Bodensee und Paula Modersohn-Becker Museum, Bremen: umfangreiche Ausstellung zu Leben und Werk der Malerin: Elfriede Lohse-Wächtler. 1899–1940 mit rund 100 ihrer Werke aus allen Schaffensphasen (mit umfangreichem Katalog gleichen Titels)[12]
- 11. Juli bis 10. Oktober 2010: Käthe-Kollwitz-Haus Moritzburg (bei Dresden): Aquarelle und Zeichnungen
- 2013/2014: Edwin Scharff Museum, Neu-Ulm
- 2017: Zentrum für verfolgte Künste, Solingen
- 2023: Sammlung Prinzhorn, Heidelberg[13]
- 2024: Ernst-Barlach-Haus, Hamburg, „Ich als Irrwisch“, Hommage zum 125. Geburtstag[14]
- 2025: Franz Marc Museum, Kochel am See[15]
- 2025: Kunsthalle Vogelmann Heilbronn, „Elfriede Lohse-Wächtler – Ich als Irrwisch“[16]

### Ausstellungsbeteiligungen
- 1993/1994: Städtische Galerie der Stadt Aschaffenburg: Der weibliche Blick
- 1994: Hamburger Deichtorhallen: Fritz Schumacher und seine Zeit
- 1994: Kunsthalle Mannheim: Neue Sachlichkeit. Bilder auf der Suche nach der Wirklichkeit. Figurative Malerei der zwanziger Jahre
- 1995: Pallazo della Permanente Milano, Mailand: Germania e Italia 1920–1930
- 1995/1996: Kallmann-Museum Ismaning, Kunsthalle Wilhelmshaven, Kunsthalle Worpswede, Universitätsmuseum für Bildende Künste Marburg, Städtische Galerie der Stadt Aschaffenburg: Malerinnen des XX. Jahrhunderts
- 1996: Liljevalchs konsthall Stockholm: Konst Som Notstand – Tysk Konst Fran Mellankristiden. Ausstellung der Sammlung Marvin an Janet Fishman, Milwaukee
- 1996/1997: Städtische Galerie Albstadt, Städtische Galerie Moers: Drei Dresdner Künstlerinnen
- 1997: Städtische Galerie Überlingen: Sinn-Bilder. Ausstellung der Sammlung Frank Brabant, Wiesbaden
- 2003: Schleswig-Holsteinisches Landesmuseum Schloss Gottorf: Expressionismus und Wahnsinn
- 2004/2005: August Macke Haus Bonn, Paula Modersohn-Becker Museum Bremen: FEMME FLANEUR. Erkundungen zwischen Boulevard und Sperrbezirk
- 2006: In der Hamburger Kunsthalle waren im Rahmen der Ausstellung Künstlerinnen der Avantgarde (II) in Hamburg 1890 bis 1933 (2006) auch einige Werke von Elfriede Lohse-Wächtler zu sehen. Unter anderem wurde in der Ausstellung mit Lissy (1931, Bleistift mit Aquarell auf Papier; heute im Städel-Museum Frankfurt/Main)[17] eines ihrer berühmtesten Bilder gezeigt. Seit langem war auch Die Blumenalte wieder zu sehen. Die Ausstellung widmete sich der Bedeutung von Frauen in der Hamburger Sezession.
- 2010: Städtische Galerie Kubus der Landeshauptstadt Hannover: Ausstellung Elementarkräfte
- 29. September bis 9. Dezember 2011: Haspa-Galerie, Hamburg: Vom Vergnügungsviertel zum Kiez – Hamburger Künstler auf St. Pauli. Ausstellung der Hamburger Sparkasse
- 1. Oktober 2011 bis 8. Januar 2012: Galerie Neue Meister, Staatliche Kunstsammlungen Dresden: Ausstellung Neue Sachlichkeit in Dresden. Malerei der Zwanziger Jahre von Dix bis Querner
- 7. Oktober 2011 bis 29. Januar 2012: August-Macke-Haus, Bonn: Ausstellung Zwischen Madonna und Mutter Courage – Darstellung der Mutter in der Kunst von 1905 bis 1935
- 23. Oktober 2011 bis 18. März 2012: Krankenhaus-Museum/Galerie am Park, Bremen: Ausstellung Sanatorium Sehnsucht. Kunst und Krankheit im Zeitalter der Nervosität
- 2013/2014: Jüdisches Museum; Frankfurt am Main
- 2013/2014: Städtische Galerie der Stadt Aschaffenburg; Sammlung Brabant
- 2015: Städtische Galerie der Stadt Bietigheim-Bissingen
- 2015: Kunsthalle Bielefeld
- 2016: Stadtkirche Wunstorf (Ausstellungskatalog)
- 2016: Kallmann-Museum Ismaning: Verfolgung der Moderne im NS-Staat (Sammlung Gerhard Schneider) (Ausstellungskatalog)
- 2017: Galerie Fischer, Berlin: Jubiläumsausstellung (Ausstellungskatalog)
- 2017/2018: Schirn Kunsthalle Frankfurt: Glanz und Elend in der Weimarer Republik von Otto Dix bis Jeanne Mammen (Ausstellungskatalog)
- 2022: Felix-Nussbaum-Haus, Osnabrück: Im Angesicht. Elfriede Lohse-Wächtler und Felix Nussbaum
- 2024/2025: Radikal! Künstlerinnen* und Moderne 1910–1950. Museum Arnhem, Saarlandmuseum, Österreichische Galerie Belvedere

### Monographien
- Boris Böhm: „Wollen wir leben, Das Leben!“. Elfriede Lohse-Wächtler. 1899–1940. Eine Biografie in Bildern. Hrsg. vom Kuratorium Gedenkstätte Sonnenstein e. V. Sandstein Verlag, Dresden 2009, ISBN 978-3-940319-85-2.
- Regine Sondermann: Kunst ohne Kompromiss. Die Malerin Elfriede Lohse-Wächtler. 1899–1940. 2., überarb. Aufl. Weißensee Verlag, Berlin 2008, ISBN 978-3-89998-994-6.
- Sandra Scheffer: Die „verschollene Generation“. Elfriede Lohse-Wächtler und Erna Schmidt-Caroll. Zwei Künstlerinnen zu Beginn des 20. Jahrhunderts. VDM Verlag Dr. Müller, Saarbrücken 2008, ISBN 978-3-8364-5386-8.
- Dirk Blübaum, Rainer Stamm, Ursula Zeller (Hrsg.): Elfriede Lohse-Wächtler. 1899–1940. (Katalog zur gleichnamigen Ausstellung vom 7. November 2008 bis 8. Februar 2009 im Zeppelin Museum Friedrichshafen – Technik und Kunst und vom 1. März bis 3. Mai 2009 im Paula-Modersohn-Becker-Museum, Bremen). Wasmuth, Tübingen / Berlin 2008, ISBN 978-3-8030-3328-4.
- Boris Böhm: „Ich allein weiß, wer ich bin“. Elfriede Lohse-Wächtler (1899–1940). Ein biografisches Porträt. Hrsg. vom Kuratorium Gedenkstätte Sonnenstein e. V. (Begleitband zur Gemeinschaftsausstellung des Stadtmuseums Pirna und der Stiftung Sächsische Gedenkstätten/Gedenkstätte Pirna-Sonnenstein in Zusammenarbeit mit dem Kuratorium Gedenkstätte Sonnenstein e. V.) Pirna 2003.
- „… das oft aufsteigende Gefühl des Verlassenseins“. Arbeiten der Malerin Elfriede Lohse-Wächtler in den Psychiatrien Hamburg-Friedrichsberg (1929) und Arnsdorf (1932–1940). Hrsg. von der Stiftung Sächsische Gedenkstätten zur Erinnerung an die Opfer politischer Gewaltherrschaft. Mit einem Beitrag von Hildegard Reinhardt und einem Vorwort von Norbert Haase. Verlag der Kunst, Dresden 2000, ISBN 90-5705-152-4 oder Philo & Philo, ISBN 3-86572-477-9.
- Georg Reinhardt (Hrsg.): Im Malstrom des Lebens versunken … Elfriede Lohse-Wächtler. 1899–1940. Leben und Werk. Mit Beiträgen von Georg Reinhardt, Boris Böhm, Hildegard Reinhardt und Maike Bruhns. Wienand, Köln 1996, ISBN 3-87909-471-3.
- Winfried Reichert (Hrsg.): „Wider die Erwartung“. Elfriede Lohse-Wächtler 1899–1940. Privatdruck. Rothenburg bei Aschaffenburg 1994, ISBN 3-9803800-0-9.
- Rainer Zimmermann: Expressiver Realismus: Malerei der verschollenen Generation. Hirmer, Berlin 1994, ISBN 3-7774-6420-1, S. 411–412.

### Beiträge
- Ulrike Evers: Deutsche Künstlerinnen des 20. Jahrhunderts. Malerei – Bildhauerei – Tapisserie. Ludwig Schultheis Verlag, Hannover 1983, S. 209.
- Hildegard Reinhardt: „… fort muß, nur fort!“ – Elfriede Lohse-Wächtler 1899–1940. In: Bernd Küster (Hrsg.): Malerinnen des XX. Jahrhunderts. Donat, Bremen 1995, ISBN 3-924444-95-1.
- Otto Griebel: Ich war ein Mann der Straße. Halle: Mitteldeutscher Verlag 1986. S. 50, 53 f., 58, 65, 70, 106 (2. veränd. Aufl. DZA Verlag für Kultur und Wissenschaft, Altenburg 1995).
- Anne Peters, Adolf Smitmans: Paula Lauenstein, Elfriede Lohse-Wächtler, Alice Sommer. Drei Dresdner Künstlerinnen in den zwanziger Jahren. Städtische Galerie Albstadt, 24. November 1996 bis 19. Januar 1997. Katalog. Albstadt 1996, ISBN 3-923644-74-4. (= Veröffentlichung der Städtischen Galerie Albstadt. Nr. 108).
- Hildegard Reinhardt: Elfriede Lohse-Wächtler. German painter and graphic artist, 1886–1941. In: Delia Gaze (Hrsg.): Dictionary of Women Artists. Chicago : Fitzroy Dearborn, 1997, S. 862–864
- Norbert Haase, Bert Pampel (Hrsg.): Doppelte Last – doppelte Herausforderung. Gedenkstättenarbeit und Diktaturenvergleich an Orten mit doppelter Vergangenheit. Peter Lang, Frankfurt a. M. u. a. 1997, ISBN 3-631-32807-9.
- Rita Täuber: Der hässliche Eros. Darstellungen zur Prostitution in der Malerei und Grafik 1855–1930. Gebr. Mann Verlag, Berlin 1997, S. 194–201.
- Elfriede Lohse-Wächtler. Das seltsame Rätselbild des Menschen begreifen. In: Sibylle Duda (Hrsg.): Wahnsinns Frauen. Suhrkamp-Verlag, Frankfurt a. M. 1999, S. 139–171.
- Ingrid von der Dollen: Malerinnen des 20. Jahrhunderts. Bildkunst der „verschollenen Generation“. Hirmer Verlag, München 2000, S. 62, 137–140, 142, 187, 190, 197, 332, 387, 390.
- Maike Bruhns: Kunst in der Krise. Dölling und Galitz Verlag, Hamburg 2001. Bd. 1: Hamburger Kunst im Dritten Reich. S. 46, 55, 68, 177, 194, 197, 225, 291, 301, 414, 494, 510. Bd. 2: Künstlerlexikon. S. 267 ff.
- Rolf Jessewitsch, Gerhard Schneider, Axel Wendelberger: Expressive Gegenständlichkeit. Schicksale figurativer Malerei im 20. Jahrhundert. Druck Verlag Kettler Kunst, Bönen/Westfalen 2002, S. 332, 567.
- Luise F. Pusch, Susanne Gretter: Berühmte Frauen. Suhrkamp-Verlag, Frankfurt a. M. 2002, S. 180.
- Straßennamen in Dresden – reine Männersache? Teil 1, S. 18 (PDF, 214 kB) Redaktion: Frauenstadtarchiv Dresden, Nicole Schönherr. Öffentlichkeitsarbeit der Landeshauptstadt Dresden, Dresden 2003.
- Kay Rump (Hrsg.): Der neue Rump. Lexikon der bildenden Künstler Hamburgs, Altona und der näheren Umgebung. Überarb. Neuaufl. des Lexikons von Ernst Rump (1912). Wachholtz Verlag, Neumünster 2005, S. 267 f.
- Wulf Kirsten, Hans-Peter Lühr: Künstler in Dresden im 20. Jahrhundert. Literarische Portraits. Verlag der Kunst, Dresden 2005, S. 59.
- Jürgen Schreiber: Ein Maler aus Deutschland. Gerhard Richter: Das Drama einer Familie. Pendo Verlag, München / Zürich 2005.
- Hamburger Kunsthalle (Hrsg.): Künstlerinnen der Avantgarde in Hamburg zwischen 1890 und 1933. Bd. 2. Ausstellungsband. achmannedition, Bremen 2006, ISBN 3-939429-10-4.
- Verein August Macke Haus e. V. (Hrsg.), Rita Täuber: Femme Flaneur. Erkundungen zwischen Boulevard und Sperrbezirk. Ausstellungskatalog. In puncto Druck + Medien, Bonn 2006.
- Wolfgang Hädicke: Dresden. Die Geschichte von Glanz, Katastrophe und Aufbruch. Carl Hanser Verlag, München 2006, S. 242, 250 ff.
- Frauenkunst – Kunst von Frauen. 353 Aquarelle, Zeichnungen und Graphiken von Künstlerinnen aus 4 Jahrhunderten. Mit einer Einführung von Edith Valdivieso. Hrsg. von der Galerie Joseph Fach. Henrich Editionen, Frankfurt am Main 2012, ISBN 978-3-921606-99-5.
- Dieter Hoffmann: Tauerweidengepeitscht. Spaziergänge durch die Dresdner Kunst des 20. Jahrhunderts. Verlag der Kunst, Dresden 2014, ISBN 978-3-86530-203-8.
- Frank Schneider, Petra Lutze, Sophie Plagemann: erfasst, verfolgt, vernichtet. Kranke und behinderte Menschen im Nationalsozialismus / registered, persecuted, annihilated. The Sick and the Disabled under National Socialism. Hrsg. von der Deutschen Gesellschaft für Psychiatrie und Psychotherapie, Psychosomatik und Nervenheilkunde (DGPPN). Springer, Berlin 2014, ISBN 978-3-642-54027-1.
- Anett Kollmann: Dresden. Eine Stadt in Biographien. Reihe MERIANporträts. Travel House Media Verlag, München 2014, ISBN 978-3-8342-1494-2, S. 122–129.
- Barbara Degen: Bethel in der NS-Zeit. Die verschwiegene Geschichte. Verlag für Akademische Schriften, Bad Homburg 2014, ISBN 978-3-88864-530-3.
- Rita Bake: Ein Gedächtnis der Stadt. Nach Frauen und Männern benannte Straßen, Plätze, Brücken in Hamburg. Bd. 2: Frauenbiographien von A bis Z (PDF, 5,7 MB), Landeszentrale für politische Bildung Hamburg, Hamburg 2015, ISBN 978-3-929728-91-0, S. 111–113.
- Reinhard Otto: 150 Jahre Friedrichsberg. Von der Irrenanstalt zur Klinik im Wohnpark. Hrsg. von der Geschichtswerkstatt Barmbek, Hamburg 2015
- Gisbert Porstmann, Johannes Schmidt: Otto Griebel. Verzeichnis seiner Werke. Kerber, Bielefeld 2017, ISBN 978-3-7356-0270-1.
- Dagmar Fohl: Frieda. Meßkirch 2019, ISBN 978-3-8392-2473-1. (Fiktionale Darstellung)

## Film- und Radio-Features
- Rosemarie Mieder, Gislinde Schwarz: Selbstbildnis vor leerem Blatt. Leben und Tod der Elfriede Lohse-Wächtler. Deutschlandfunk-Sendereihe Das Feature, 11. Februar 2011 (50 min.; PDF des Skripts).
- Heide Blum: „… es wird schon alles wieder gut …“. Porträt der Malerin Elfriede Lohse-Wächtler (1899–1940). Medienbüro Sachsen, Dresden 1997 (Dokumentarfilm).